# Лабур, Огюст
Огюст Л. Лабур (фр. Auguste L. Labourt; L.-A. Labourt; 1793, Монморийон, департамент Вьенна — 1859, Дуллан, департамент Сомма) — французский археолог и экономист.
В 1823 году прибыл в город Дуллан в качестве королевского прокурора, а в июле 1830 покинул этот пост в связи с июльской революцией. Позже, вплоть до своей кончины, являлся мэром Дуллана.
Лабур опубликовал несколько книг. Одним из первых был его труд о друидах. Позже он написал работу «Bête Canteraine» о графе Юге III де Кандавене.
Известность ему принесли археологические работы о происхождении и истории большинства городов Пикардии. Также были широко известны и несколько раз переиздавались его книги, посвящённые социально-экономической проблематике — детям-сиротам и сиротским домам, алкоголизму и обществам трезвости, устройству лепрозориев и др.
За свои научные работы Лабур был награждён тремя золотыми медалями.

## Произведения

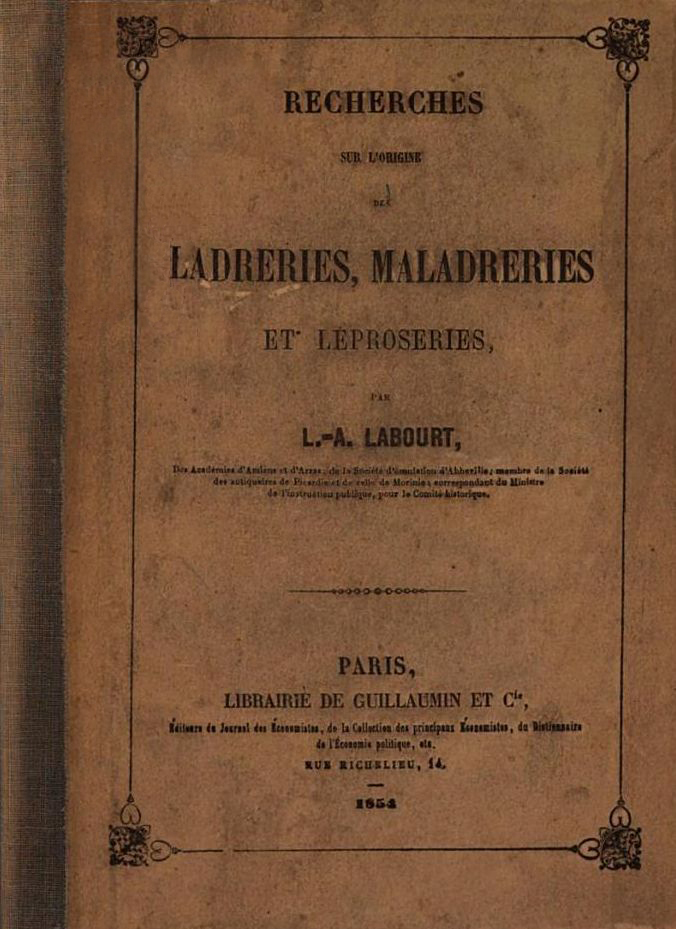
Обложка книги «Recherches sur l’origine des lardreries, maladreries et léproseries»

- «Considérations sur l’intempérance des classes laborieuses et l'établissement en France de sociétés de sobriété». Broch. in-8 (1838). («Размышления о пьянстве рабочих классов и учреждении во Франции обществ трезвости»)
- «Essai sur l’origine des villes de Picardie» (Амьен, 1840) («Эссе о происхождении городов Пикардии»)
- «La Bête Canteraine» (1845)
- «Recherche historique sur les enfants trouves, ou examen de la question de savoir s’il convient ou non de substituer en France des maisons dites d’orphelins aux hospices d’enfants trouves» (Париж, 1845)
- «Recherches historiques et statistiques sur l’intempérance des classes laborieuses et sur les enfants trouvés, ou des moyens qu’il convient d’employer pour remédier à l’abus des boissons enivrantes, et pour améliorer le régime des enfants trouvés» (2-е издание работ «Considérations sur l’intempérance des classes laborieuses et l'établissement en France de sociétés de sobriété» и «Recherche historique sur les enfants trouves ou examen de la question de savoir s’il convient», Париж, 1848)
- «L’Eau de Mort»
- «Recherches sur l’origine des lardreries, maladreries et léproseries» (Париж, 1854).